# Homosexuelle Selbsthilfe
Die Homosexuelle Selbsthilfe (HS) e.V. bestand von 1980 bis Oktober 2024 und war ein nicht-gemeinnütziger Verein, der nach den ersten zehn Jahren der politischen Schwulenbewegung in der Nachkriegszeit entstand.

## Geschichte
Zeitgleich besannen sich verschiedene Gruppen der alternativen Gegenkultur auf ihre eigenen Kräfte. Im allgemeinpolitischen alternativen Bereich formierte sich die Initiative Netzwerk Selbsthilfe und viele grüne und alternative Wahlbündnisse schlossen sich zu der Partei Die Grünen zusammen. Staatliche Förderung war in dieser Zeit noch nicht in Aussicht und es wurden Konzepte entwickelt, aus eigener Kraft Projekte zu entwickeln bzw. bestehende zu unterstützen. Geld wurde ausschließlich von Mitgliedern über Beiträge und Spenden gesammelt; erst nach der Jahrtausendwende wurde hierfür der Ausdruck „crowd funding“ erfunden.
Der Verein war steuerrechtlich nicht als gemeinnützig anerkannt, konnte also keine Spendenquittungen ausstellen, die sich auf die Einkommensteuer der Spender oder Mitglieder auswirken. Er sammelte Geld bei Freund*inn_en und Mitgliedern und unterstützte damit Menschen und Gruppen von Lesben, Schwulen, Trans- und Intersexuellen, obwohl es sich bei den Mitgliedern ganz überwiegend um schwule Männer handelte.
Das Gründungsmitglied des Vereins, Andreas Meyer-Hanno, beschloss nach einigen Jahren seiner Aktivität in dieser Selbsthilfegruppe, sein Privatvermögen in die 1991 von ihm gegründete Hannchen-Mehrzweck-Stiftung einzubringen. Diese gewährt seither Zuwendungen für (steuerrechtlich) als gemeinnützig anerkannte Organisationen für deren queerpolitischen Projekte. Daher wurden Anträge von gemeinnützigen Organisationen regelmäßig vom Verein HS an die Hannchen-Mehrzweck-Stiftung verwiesen.
Die HS gewährte in den Jahren seit 2016 vor allem Rechtskostenzuschüsse,
- wenn Menschen sich mit rechtlichen Mitteln gegen Diskriminierung wehren müssen und dazu auf Grund ihres geringen Einkommens allein nicht in der Lage sind. In den letzten Jahren handelte es sich dabei hauptsächlich um Menschen, die wegen ihrer sexuellen Orientierung oder Identität aus ihrer Heimat fliehen mussten und darum kämpfen, in Deutschland Asyl zu erhalten,

oder
- um mit Musterprozessen die Gleichstellung von Lesben, Schwulen oder sonst auf Grund ihrer sexuellen Identität diskriminierten Menschen voranzubringen.

## Spätere Jahre
Das Vereinskonzept der Basisdemokratie hat sich bis zum Schluss erhalten. An einem April-Wochenende eines jeden Jahres fand traditionell die Mitgliederversammlung in der Akademie Waldschlösschen bei Göttingen statt. Dort wurde über gestellte Anträge beraten und über Vereinsangelegenheiten wie Vorstandswahlen, Satzungsänderungen usw. entschieden.